# Phó Chánh án Tòa án nhân dân tối cao (Việt Nam)
Phó Chánh án Tòa án nhân dân tối cao ở Việt Nam được Chủ tịch nước Cộng hòa xã hội chủ nghĩa Việt Nam bổ nhiệm trong số các Thẩm phán Tòa án nhân dân tối cao. Nhiệm kỳ của Phó Chánh án Tòa án nhân dân tối cao là 5 năm, kể từ ngày được bổ nhiệm. Phó Chánh án Tòa án nhân dân tối cao do Chủ tịch nước miễn nhiệm, cách chức. Phó Chánh án Tòa án nhân dân tối cao giúp Chánh án thực hiện nhiệm vụ theo sự phân công của Chánh án. Khi Chánh án vắng mặt, một Phó Chánh án được Chánh án ủy nhiệm lãnh đạo công tác của Tòa án. Phó Chánh án chịu trách nhiệm trước Chánh án về nhiệm vụ được giao, thực hiện nhiệm vụ, quyền hạn theo quy định của luật tố tụng.